# Teddy Steinmayr
Theodor „Teddy“ Johannes Steinmayr (* 4. Februar 1964 in Steyr) ist ein ehemaliger österreichischer Leichtathlet, der im Weitsprung erfolgreich war.

## Sportliche Karriere
Der 1,91 Meter große Teddy Steinmayr startete für den LAC Amateure Steyr. Bei den Österreichischen Staatsmeisterschaften gewann er 1986, von 1989 bis 1993 und 1995 den Titel im Weitsprung. Hinzu kamen von 1985 bis 1996 sechs Hallentitel im Weitsprung. Seine persönliche Bestweite von 8,14 Meter sprang er im Juli 1989 zweimal in Ebensee.
1986 bei den Europameisterschaften in Stuttgart erreichte Steinmayr in der Qualifikation 7,68 Meter, allerdings mit zu starkem Rückenwind. Den Finaleinzug verfehlte er um drei Zentimeter. 1988 bei den Halleneuropameisterschaften in Budapest belegte Steinmayr mit 7,37 Meter den 15. Platz. Bei den Olympischen Spielen 1988 in Seoul sprang Steinmayr in der Weitsprung-Qualifikation 7,36 Meter und schied als 28. aus. 1990 bei den Halleneuropameisterschaften in Glasgow erreichte Steinmayr 7,52 Meter und belegte damit den 16. Platz.